# Alitame
L'alitame est un édulcorant artificiel peptidique dérivé de l'acide aspartique et qui est 2 000 fois plus sucré que le saccharose.

## Histoire
L'alitame a été développé par l'entreprise pharmaceutique américaine Pfizer dans les années 1980 et qui le commercialisa sous la marque Aclame. Avec le néotame, il fait partie de la seconde génération d'édulcorants dipeptidiques issue de la recherche entreprise après la découverte fortuite de l'aspartame en 1965.
En 1986, Pfizer Central Research déposa une requête auprès de la Food and Drug Administration (FDA) afin d'utiliser l'alitame comme édulcorant. L'entreprise retira par la suite sa demande avant même que la FDA ne donne son avis. 
Danisco qui avait récemment déposé la même requête auprès de la FDA en 2007, vient de retirer sa demande en juin 2008 et par la même occasion, arrête la production de cet édulcorant pour des raisons économiques de production.

## Propriétés physico-chimiques

### Structure
L'alitame est un dipeptide composé de l'acide L-aspartique, de la D-alanine et d'une amine.

### Propriétés chimiques
L'alitame est plus stable que l'aspartame dans les solutions de pH acide et à température élevée (cuisson).

### Autres propriétés
L'alitame a un pouvoir sucrant 2 000 plus élevé que le saccharose et à peu près 10 fois plus sucré que l'aspartame à poids égal. D'autant qu'il 'a pas le goût métallique ou amer d'autre édulcorants.
Étant un peptide, il ne favorise pas la formation des caries dentaires et est approprié pour les personnes souffrant du diabète. Contrairement à l'aspartame, il ne contient pas de phénylalanine et par conséquent convient aux personnes souffrant de phénylcétonurie.

### Métabolisme
Seul l'acide aspartique de l'alitame est métabolisé par le corps, produisant alors moins de calories que les peptides, 1,4 kcal·g-1.

## Utilisation
Grâce à sa bonne stabilité, l'alitame peut être utilisé dans les aliments cuits et cuisinés. Par exemple, il peut être utilisé dans les boissons, produits laitiers, desserts, pains, gâteaux et pâtisseries, fruits en conserve, bonbons et gommes à mâcher.

### Réglementation
L'alitame est considéré par le Codex alimentarius comme un édulcorant et lui a attribué le numéro d'additif international (INS) 956. Son utilisation est limitée à un certain nombre de produits alimentaires (de 40 à 300 ppm) et comme édulcorant de table (en accordance avec les BPF).
L'utilisation d'alitame comme édulcorant est autorisée au Mexique, en Australie, en Nouvelle-Zélande, à Hong Kong (2003) et en Chine,,.
L'autorisation d'utilisation aux États-Unis comme édulcorant et arôme demandé par Danisco America auprès de la FDA n'a pas été poursuivie car elle a été retirée avant son approbation.
L'alitame ne fait pas partie de la liste des édulcorants et additifs autorisés en Europe pour le moment,.

### Santé
En 1996, le JECFA a établi une dose journalière admissible (DJA) de 0 à 1 mg/kg de masse corporelle durant sa 46e conférence.

## Production et synthèse
L'alitame est préparé par une synthèse impliquant plusieurs réactions chimiques et deux intermédiaires : l'acide acétique (S)-[2,5-dioxo-(4-thiazolidine)] et la (R)-2-amino-N-(2,2,4,4-tetramethyl-3-thiétanyl)propanamide. Le composé final est isolé, purifié par cristallisation et plusieurs étapes de purification se terminant par une recristallisation dans l'eau donnant un hydrate d'alitame. Cette synthèse est coûteuse en énergie, en déchets (produits intermédiaires) et nettoyage des fûts de réactions.